# Grand Prix Hassan II 1998 - Qualificazioni doppio
Le qualificazioni del doppio del Grand Prix Hassan II 1998 sono state un torneo di tennis preliminare per accedere alla fase finale della manifestazione. I vincitori dell'ultimo turno sono entrati di diritto nel tabellone principale. In caso di ritiro di uno o più giocatori aventi diritto a questi sono subentrati i lucky loser, ossia i giocatori che hanno perso nell'ultimo turno ma che avevano una classifica più alta rispetto agli altri partecipanti che avevano comunque perso nel turno finale.
Le qualificazioni del doppio del torneo Grand Prix Hassan II 1998 prevedevano 4 coppie partecipanti di cui una è entrata nel tabellone principale.

## Teste di serie
1. Udo Plamberger /  Rogier Wassen (primo turno)

1. Georg Blumauer /  Dušan Vemić (ultimo turno)

## Qualificati
1. Gastón Etlis /  Todd Larkham

## Tabellone

### Legenda
| - Q = Qualificato - WC = Wild card - LL = Lucky loser | - ALT = Alternate - SE = Special Exempt - PR = Protected Ranking | - w/o = Walkover - r = Ritirato - d = Squalificato |

|  | Primo turno | Primo turno                  | Primo turno                  | Primo turno | Primo turno |  |  | Ultimo turno | Ultimo turno               | Ultimo turno               | Ultimo turno | Ultimo turno |  |
|  |             |                              |                              |             |             |  |  |              |                            |                            |              |              |  |
|  |             | Gastón Etlis Todd Larkham    | Gastón Etlis Todd Larkham    | 6           | 6           |  |  |              |                            |                            |              |              |  |
|  | 1           | Udo Plamberger Rogier Wassen | Udo Plamberger Rogier Wassen | 3           | 3           |  |  |              | Gastón Etlis Todd Larkham  | Gastón Etlis Todd Larkham  | 6            | 6            |  |
|  | 2           | Georg Blumauer Dušan Vemić   | Georg Blumauer Dušan Vemić   | 6           | 6           |  |  | 2            | Georg Blumauer Dušan Vemić | Georg Blumauer Dušan Vemić | 4            | 2            |  |
|  |             | Álex Calatrava Albert Portas | Álex Calatrava Albert Portas | 1           | 2           |  |  |              |                            |                            |              |              |  |